# Amigdalòidies
Amygdaloideae o Prunoideae, és una subfamília de plantes amb flors dins la família de les rosàcies. Abans era considerada per alguns taxonomistes com una família separada de les rosàcies i s'havien fet servir les denominacions de Prunaceae i Amygdalaceae. Membres importants de la subfamília Amygdaloideae o Prunoideae inclou la prunera, cirerer, albercoquer, presseguer, i l'ametller. El fruit d'aquestes plantes són coneguts com a fruit de pinyol (botanicament, una drupa), i cadascun dels fruits conté una closca dura (botanicament, l'endocarp) anomenat un pinyol que conté una sola llavor.

## Taxonomia
La taxonomia d'aquesta subfamília ha passat a ser poc clara. El 2001 es va informar per genetistes xinesos que les Prunoideae consisteixen en dos diferents grups genètics o "clades", Prunus-Maddenia i Exochorda-Oemleria-Prinsepia. Posteriorment s'apunta que Exochorda-Oemleria-Prinsepia està una mica separat de Prunus-Maddenia-Pygeum, i aquesta, com subfamília Maloideae, tots aquests gèneres sembla que és millor considerar-los dins la subfamília Spiraeoideae. Amb aquesta classificació el gènere Prunus es considera que inclou Armeniaca, Cerasus, Amygdalus, Padus, Laurocerasus, Pygeum, i Maddenia. Altres taxonomistes no cladistes consideren que els Prunoideae són una simple tribu, o bé tres tribus separades.